# PyScripter
PyScripter — свободная интегрированная среда разработки (IDE) языка Python для операционной системы Windows. PyScripter разработан на компилируемом языке Object Pascal.

## Возможности

### Редактор кода с подсветкой синтаксиса
- Основан на Unicode
- Полная поддержка исходных кодов на языке Python
- Подсветка парных скобок
- Автодополнение
- Подсказки отладчика
- Отладчик python с поддержкой удаленной отладки
- Проверка синтаксиса в момент редактирования
- Помощь по ключевым словам языка Python
- Параметризированные шаблоны кода
- Уведомления об изменении файлов вне программы
- Преобразование символов перевода строки в Windows, Unix, Macintosh
- Поддержка печати файлов с исходным кодом
- Подсветка синтаксиса файлов, написанных на HTML, XML и CSS